# Університет Аделфі
Університет Аделфі (англ. Adelphi University)  — приватний університет у Гарден-Сіті, Нью-Йорк. Аделфі також має центри в Брукліні, Гудзоновій долині та окрузі Саффолк, а також віртуальний онлайн-кампус для студентів з дистанційною формою навчання. Це найстаріший вищий навчальний заклад у передмісті Лонг-Айленда. У ньому навчається 7859 студентів та аспірантів.

## Історія

### Коледж Аделфі
Університет Аделфі розпочався з Академії Аделфі, заснованої в Брукліні, штат Нью-Йорк, у 1863 році. Академія була приватною підготовчою школою, розташованою на вулиці Аделфі, 412, у районі Форт-Ґрін у Брукліні, але пізніше переїхала до Клінтон-Гілл. Академія офіційно отримала хартію у 1869 році від ради опікунів міста Бруклін для створення «першокласного закладу для найширшого та найретельнішого навчання та для того, щоб зробити переваги навчання якомога доступнішими для найбільшої кількості нашого населення».  Одним із викладачів Академії Аделфі був Гарлан Фіск Стоун, який згодом обіймав посаду Голови Верховного суду США.
У 1893 році Чарльз Герберт Левермор був призначений головою Академії Аделфі. Прагнучи заснувати гуманітарний коледж для міста Бруклін, Левермор отримав статут від Ради регентів штату Нью-Йорк, офіційно заснувавши Коледж Аделфі 24 червня 1896 року. Коледж отримав хартію завдяки зусиллям Тімоті Вудраффа, колишнього лейтенант-губернатора Нью-Йорка та майбутнього першого президента опікунської ради. Аделфі був одним із перших закладів спільного навчання жінок та чоловіків, який отримав хартію від штату Нью-Йорк. На момент заснування коледж налічував лише 57 студентів і 16 викладачів. Академія Аделфі продовжувала існувати як окрема, але, тим не менш, пов'язана з коледжем організація. Новий коледж розташовувався в будівлі позаду Академії Аделфі, на розі вулиць Сент-Джеймс Плейс і Кліфтон Плейс у Брукліні. Будівля, у якій спочатку розміщувався Аделфі, зараз використовується Інститутом Пратта для його школи архітектури. У 1912 році Аделфі став жіночим коледжем. У 1922 році коледж зібрав понад мільйон доларів на розширення переповнених приміщень у Брукліні. У 1925 році коледж Аделфі розірвав свої зв'язки з Академією Аделфі, остання перестала існувати в 1930 році. У 1929 році коледж переїхав зі свого місця заснування в Брукліні до нинішнього розташування свого головного кампусу в Гарден-Сіті, Нью-Йорк . Початкова «академія» продовжує функціонувати як школа у Брукліні.
У 1938 році всесвітньо відома танцівниця Рут Сен-Дені заснувала в коледжі танцювальну програму. У 1943 році в коледжі була створена Школа медсестринської справи у відповідь на потребу в медсестрах через участь США у Другій світовій війні. Перша леді Елеонора Рузвельт головувала на відкритті двох гуртожитків, що фінансувались федеральним бюджетом, у кампусі, виступивши з промовою під назвою «Виклик медсестринства для молодих жінок сьогодні».
У 1946 році, після закінчення Другої світової війни, Аделфі знову став коледжем спільного навчання та почав приймати нових студентів згідно з федеральним законом про реінтеграцію військовослужбовців, відповідно до якого військовослужбовцям надавались пільги на освіту. Після повернення чоловіків до коледжу були створені нові спортивні команди. У 1952 році в коледжі була створена перша програма з клінічної психології; це був попередник Інституту перспективних психологічних досліджень, нині Школа психології Ґордона Ф. Дернера.

### Університет Аделфі
У 1963 році Регентська рада штату Нью-Йорк надала коледжу статус університету, а назву було змінено на Університет Аделфі. У 1964 році в університеті була заснована бізнес-школа. У 1966 році був заснований Інститут перспективних психологічних досліджень. У 1973 році університет заснував програму навчання для дорослих ABLE (англ. Adult Baccalaureate Learning Experience), зараз відому як Коледж професійного та безперервного навчання, це була одна з найперших програм, створених для нетрадиційних студентів. У 1984 році в коледжі було засновано Інститут педагогічних і педагогічних досліджень, який у 1990 році став Школою освіти. Крім того, у 1993 році було створено Товариство наставників, яке забезпечувало студентів викладачами-консультантами, з якими вони могли консультуватися за потреби, щоб отримати допомогу в навчанні. У 1995 році було засновано Коледж підвищеної підготовки.
У січні 1963 року коледж Аделфі Саффолк Коледж (який розпочав свою діяльність у 1955 році, пропонуючи курси підвищення кваліфікації в окрузі Саффолк, Нью-Йорк) придбав колишній маєток американського бізнесмена Вільяма Вандербільта в Оукдейлі, Нью-Йорк. У 1968 році Аделфі Саффолк Коледж відокремився в Доулінг-коледжа, названий на честь його головного благодійника Роберта Доулінга.
Аделфі потрапив у серйозний скандал у 1996 році, коли школа святкувала своє 100-річчя. Президента університету Пітера Діамандопулоса та раду опікунів звинуватили в нехтуванні обов'язками, неправомірній поведінці та невиконанні освітніх цілей Аделфі. Регентську раду штату Нью-Йорк закликали до розслідування; Діамандопулоса разом із усіма членами опікунської ради, крім одного, було звільнено з посади. Університет перебував у скрутному фінансовому становищі, поки Роберт А. Скотт не був призначений президентом у 2000 році. Скотт врятував коледж, знизивши плату за навчання, збільшивши стипендії, які пропонуються студентам, і запустивши рекламну кампанію, щоб збільшити кількість студентів. З того часу коледж перевершив багато своїх попередніх досягнень і, як кажуть, переживає нове відродження. Протягом останніх десяти років Університет Аделфі вважався добрим коледжем з точки зору ціна-якість за версією Путівника Фіске по коледжам (англ. Fiske Guide to Colleges) за його якісну освіту за порівняно доступною ціною. Університет Аделфі також бере участь у Мережі підзвітності університетів і коледжів (U-CAN) Національної асоціації незалежних коледжів та університетів (англ. National Association of Independent Colleges and Universities; NAICU). У 2023 році освітня компанія Princeton Review віднесла Університет Аделфі до категорії «Зелених коледжів», і так Аделфі увійшов до списку екологічно відповідальних коледжів та університетів по всій країні.

### Президенти

#### Коледж Аделфі
- Чарльз Г. Левермор, 1896—1912
- С. Паркс Кедмен, 1912—1915 (тимчасовий)
- Френк Д. Блоджетт, 1915—1937
- Пол Доусон Едді, 1937—1963

#### Університет Аделфі
- Пол Доусон Едді, 1963—1965
- Артур Браун, 1965—1967
- Роберт Олмстед, 1967—1969
- Чарльз Вевьє, 1969—1971
- Рендал Макінтайр, 1971—1972
- Тімоті Костелло, 1972—1985
- Пітер Діамандопулос, 1985—1997
- Ігор Вебб, 1997
- Джеймс. А. Нортон, 1997—1998
- Метью Ґолдштейн, 1998—1998
- Стівен Л. Айзенберг, 1999—2000
- Роберт А. Скотт, 2000—2015
- Крістін Ріордан, 2015 — зараз;

## Рейтинги
В рейтингу американських університетів на 2024 рік, що складається виданням US News & World Report, Університет Аделфі посів 163 місце. В рейтингу «Навчальний заклад з найкращою цінністю», який також складається US News & World Report, Університет Аделфі обійняв 67 місце. В рейтингу коледжів на 2024 рік, що складається виданням The Wall Street Journal, Університет Аделфі посів 142 місце. В рейтингу видання Forbes за 2023 рік Університет Аделфі посів 390 місце. В рейтингу американських університетів видання Washington Monthly за 2023 рік Університет Аделфі посів 265 місце.

## Навчання

### Вступна статистика
В 2023 році Університет Аделфі зарахував 73 % від кількості осіб, що подали заяви на вступ до університету. З тих, хто скористався попереднім прийманням заяв, було зараховано 84,9 % відсотків. Половина абітурієнтів, прийнятих до Університету Аделфі, які подали результати тесту, мають оцінку SAT в діапазоні від 1110 до 1310 або оцінку ACT — в діапазоні від 22 до 29. Однак одна чверть прийнятих абітурієнтів отримала результати вище цих діапазонів, а одна чверть — нижче цих діапазонів.

### Коледжі, школи та ступені
- Коледж мистецтв і наук: бакалавр мистецтв, бакалавр наук, бакалавр вишуканих мистецтв, магістр мистецтв, магістр наук, магістр вишуканих мистецтв
- Коледж професійного та безперервного навчання: молодший бакалавр мистецтв, молодший бакалавр наук, молодший бакалавр прикладних наук, бакалавр мистецтв, бакалавр наук, пост-бакалаврський диплом, магістр наук
- Школа психології Ґордона Ф. Дернера: бакалавр мистецтв, бакалавр наук, магістр мистецтв, магістр наук, доктор філософії, доктор психології
- Педагогічна школа Рут С. Аммон: бакалавр мистецтв, бакалавр наук, магістр мистецтв, сертифікати підвищення кваліфікації, доктор ауділогії, доктор філософії
- Школа бізнесу Роберта Б. Вілламстеда: бакалавр мистецтв, бакалавр наук, бакалавр ділового адміністрування, магістр наук, магістр ділового адміністрування, подвійний ступінь магістр наук/магістр ділового адміністрування (із Школою медсестринської справи)
- Коледж медсестринської справи та охорони здоров'я: бакалавр наук, магістр наук, подвійний ступень магістр наук/магістр ділового адміністрування (зі Школою бізнесу), доктор філософії.
- Школа соціальної роботи: бакалавр соціальної роботи, магістр соціальної роботи, доктор соціальної роботи, доктор філософії.
- Коледж підвищеної підготовки

### Спільні дипломні програми
- Стоматологія: Стоматологічний коледж Нью-йоркського університету (3–4 бакалавр наук/доктор стоматологічної хірургії)
- Інженерія: Колумбійський університет (3–2 бакалавр мистецтв/бакалавр наук)
- Екологічні дослідження: Колумбійський університет (3–2 бакалавр мистецтв/бакалавр наук або 4–2 бакалавр мистецтв/магістр наук)
- Оптометрія: Оптометрічний коледж Університету Штату Нью-Йорк (3–4 бакалавр наук/ступінь з оптометрії)
- Остеопатична медицина: Туро-коледж Остеопатичної Медицини (3–4 бакалавр наук/доктор остеопатичної медицини)
- Фізіотерапія: Нью-йоркський медичний коледж (4–3 бакалавр наук/доктор фізіотерапії)[17]

## Студмістечко

### Основні будівлі
- Центр раннього навчання ім. Еліс Браун
- Будівля випускників
- Будівля випускників Angello
- Центр відпочинку та спорту (домашній зал волейбольно-баскетбольного клубу «Пантера»)
- Блоджетт-Хол
- Гейдждорн-Хол Підприємництва (Школа бізнесу)
- Гарві-Хол (Школа освіти)
- Центр Гай Вайнберга (Інститут перспективних психологічних досліджень)
- Центр образотворчого мистецтва Клаппера
- Левермор-Хол
- Будівля Нексус та Центр обслуговування (Коледж медсестринської справи та охорони здоров'я)
- Центр мистецтв
- Поштовий зал
- Науковий корпус
- Корпус соціальної роботи
- Бібліотека Свірбуль
- Університетський центр Рут С. Гарлі (додаток Центру відкрито у січні 2021 р.)
- Вудрафф-Хол

### Гуртожитки
- Чемпен-Хол
- Ерл-Хол
- Едді-Хол
- Лайне-Хол
- Гуртожиток А
- Гуртожиток В
- Волдо-Хол

## Студентські організації

### Визнані чоловічі братства
- Альфа-фі-альфа
- Дельта-хі
- Йота-ну-дельта
- Каппа-сигма
- Фі-сигма-каппа
- Фі-лямбда-фі
- Лямбда-іпсілон-лямбда

### Визнані сестринства та жіночі товариства
- Альфа-епсілон-фі
- Альфа-каппа-альфа
- Дельта-дельта-дельта
- Дельта-гамма
- Дельта-фі-епсілон
- Дельта-сигма-тета
- Фі-Мю
- Фі-сигма-сигма
- Сигма-дельта-тау
- Сигма-лямбда-іпсилон
- Свінґ-фі-свінґ

### Визнане професійне братство
- Дельта-сигма-пі

## Спорт
Adelphi Panthers або «Аделфійські Пантери» — це спортивна команда університету Аделфі. «Пантери» змагаються на рівні другого дивізіону Національної асоціації студентського спорту в усіх видах спорту та є членом спортивної студентської конференції Northeast-10 Conference з 2009 року.
«Пантери» виграли 18 національних чемпіонатів другому дивізіоні Національної асоціації студентського спорту у трьох різних видах спорту. Чоловіча команда з лакросу виграла сім національних титулів, останній раз у 2001 році. Жіноча команда з лакросу поставила рекорд, вигравши десять ігор, включаючи перемоги на трьох послідовних національних чемпіонатах в 2009, 2010, 2011 роках і поспіль титули в 2014 і 2015 роках; і останнього разу у 2019 році. У 1974 році чоловіча футбольна команда стала чемпіоном країни.
З моменту переходу до спортивної студентської конференції Northeast-10 Conference «Аделфійські Пантери» стали потужним гравцем у східному регіоні. У 2013 році, лише на четвертий рік участі в конференції, «Пантери» були нагороджені президентським кубком конференції. Президентський кубок вручається щорічно, щоб відзначити загальну спортивну досконалість у конференції Northeast-10 Conference. Нагорода присуджується закладу, який набрав найбільшу кількість балів за всіма своїми програмами, що беруть участь у чемпіонатах ліги.

## Видатні випускники
- Ґері Деллабате («Baba Booey») (нар. 1961) — продюсер «Шоу Говарда Стерна»
- Джон Д. Рен — президент, генеральний директор і голова Omnicom Group
- Джо Аббенда (нар. 1939) — колишній містер Америка та містер Всесвіт
- Кріс Армас (нар. 1972) — професійний футболіст, футбольний тренер «Чикаго Файр» з Головної футбольної ліги та жіночий футбольний тренер в університеті Аделфі.
- Боб Бімон (нар. 1946) — американський легкоатлет, рекордсмен світу зі стрибків у довжину.
- Рон Брудер — підприємець, який керує освітньою некомерційною організацією на Близькому Сході, увійшов до списку Time 100
- Дейв Кеймітт — колишній футболіст, фінансовий аналітик
- Мелані Чартофф — актриса і комедіантка
- Чак Коннорс — спортсмен і актор
- Нік Каммінґс — доктор філософії колишній президент Американської психологічної асоціації та автор
- Чак Ді (Карлтон Райденгауер; нар. 1960) — музикант, автор, лектор, засновник і фронтмен хіп-хоп групи Public Enemy.
- Вівйен Доннер — модний редактор, кінорежисер, сценарист, художник по театральним костюмам і карикатурист
- Мередіт Ітон-Гілден — психотерапевт і актриса
- Пол Екман — психолог
- Клара Фазано — скульптор
- Flavor Flav — репер, учасник реп-групи Public Enemy
- Іда М. Флінн (1942—2004) — американський вчений-інформатик, автор підручників і професор
- Джон Форслунд — диктор телевізійних ігор для «Кароліни Гаррікейнз» з НХЛ
- Карен Фракшн — бродвейська танцівниця і актриса
- Чарльз Дж. Фускілло молодший — сенатор штату Нью-Йорк
- Арі Гілл-Ґлік — ізраїльський бігун на Олімпіаді
- Вес Грін — професійний гравець у лакрос, Лос-Анджелес Ріптайд з Вищої ліги лакросу та Сан-Хосе Стелс із Національної ліги лакросу
- Шон Ганніті — ведучий Fox News.
- Еліс Гофман — автор
- Джонатан Ларсон — творець бродвейського мюзиклу Rent.
- Сюзанна Луна — продюсер і режисер шоу Еллен Дедженерес
- Ґі Малік Лінтон — режисер і сценарист
- Леона Марлін-Ромео — 5-й прем'єр-міністр Сінт-Мартена
- Грегорі В. Мікс — конгресмен від Нью-Йорка
- Сел Мінео — актор, номінант на премію «Оскар».
- Донна Орендер (уроджена Ґейлс; нар. 1957) — зірка жіночої професійної баскетбольної ліги та колишній президент Національної жіночої баскетбольної ліги
- Кармен Ортіс — колишній федеральний прокурор округу Массачусетс
- Біллі Філліпс — професійний футболіст і тренер
- Чад Прінс (нар. 1979) — професійний футболіст і тренер
- Керолінн Рейд-Воллес (нар. 1942) — 13-й президент Університету Фіска (2001—2003); помічник міністра освіти з питань вищої освіти (1991—1993)
- Рон Робінсон — хімік
- Дінелія Роза — психолог і професор
- Роні Шнайдер — ізраїльський професійний футболіст
- Ерін Стерн — професіонал Міжнародної федерації бодібілдингу та фітнесу IFBB з фітнесу та фігурист
- Ґері Салліван — професійний футболіст, Лонг-Айленд Раф Райдерс
- Гелен Ренд Теєр (1863—1935) — соціальний реформатор
- Аль Траутвіг — спортивний диктор, член Зали спортивної слави Університету Аделфі
- Мері Л. Трамп — психолог і письменниця, племінниця Дональда Дж. Трампа
- Ребекка Тобі — скульптор
- Едолфус Таунс (нар. 1934) — конгресмен від Нью-Йорка
- Стівен Вінсент — бродвейський хореограф, танцюрист і викладач
- Макс Вайнберг (нар. 1951) — барабанщик і телеведучий
- Роберт Б. Вілламстед — голова та генеральний директор American International Group
- Майк Віндішман (нар. 1965) — футболіст, капітан збірної США на чемпіонаті світу 1990 року
- Тереза Вульфсон (1897—1972) — економіст із праці та педагог, лауреат премії Джона Дьюї Ліги індустріальної демократії
- Жаклін Вудсон (нар. 1963) — авторка дитячої літератури
- Робі Янг (нар. 1942) — ізраїльський футболіст, капітан «Хапоель» з Хайфи.
- Маліка Грейсон — інженер, спікер та автор

## Відомі викладачі
- Лорен Гайтауер (1927—2017) — танцівниця Метрополітен-балету, Американського театру балету та Театру танцю Агнес де Мілль ; постійний виконавець Метрополітен-опери та бродвейських мюзиклів
- Аллен Кребс — був звільнений за вираження політичних поглядів у класі, а потім заснував Вільний університет Нью-Йорка
- Вільям Кренстон Лотон (1853—1941) — професор грецької мови
- Джеррі Марч (1929—1997)– хімік-органік і професор хімії; автор тексту March's Advanced Organic Chemistry
- Пол Маттік молодший (нар. 1944) — професор і завідувач кафедри філософії. Автор книги «Бізнес як завжди: економічна криза та крах капіталізму» . Син Пола Маттіка старшого
- Пол Моравек — лауреат Пулітцерівської премії 2004 року в галузі музичної композиції
- Френсіс Перкінс — професор соціології, міністр праці за президента США Франкліна Д. Рузвельта
- Рут Вестхаймер (уроджена Карола Зіґель, 1928; відома як «Доктор Рут») — німецько-американський секс-терапевт, ведуча ток-шоу, автор, професор, пережила Голокост і колишній снайпер Гаґани